# Звиадисты
Звиади́сты (груз. ზვიადისტები) — неофициальное название сторонников грузинского президента Звиада Гамсахурдия.

## История

Президент Звиад Гамсахурдия был свергнут в ходе переворота в декабре 1991 — январе 1992 годов. Его сторонники организовали массовые демонстрации протеста против пришедшего к власти в результате переворота правительства. После того как Гамсахурдия бежал из Грузии, звиадисты стали организовывать вооружённые группы.
Вооружённые столкновения между сторонниками и противниками Гамсахурдии продолжались в 1992 и 1993 году и вылились в гражданскую войну. Звиадисты под командованием Лоти Кобалия к концу августа 1993 года заняли ряд городов Западной Грузии — Зугдиди, Сенаки, Абашу, Хоби, Мартвили, Цаленджиху. 3 сентября 1993 года в Зугдиди собрался звиадистский парламент Грузии, избранный в октябре 1990, депутаты которого призвали Президента Гамсахурдиа вернуться на родину, что тот и сделал. 7 сентября 1993 Лоти Кобалия взял под свой контроль город Гали и Гальский район Абхазии. 2 октября 1993, после поражения и бегства грузинской армии из Абхазии, звиадисты захватили морской порт Поти, блокировали железнодорожное сообщение на Тбилиси и доставку в столицу продовольствия. В середине октября звиадисты перешли в наступление, 17 октября взяли Самтредиа и Хони, 19 октября — Ланчхути, бои шли на подступах к Кутаиси.
После того, как Шеварднадзе согласился на размещение российских военных в Грузии и вступление страны в СНГ, российская армия начала операцию по уничтожению звиадистских групп. В течение октября-начала ноября движение звиадистов было разгромлено с помощью российской армии, а сам Гамсахурдия был застрелен в декабре 1993. По другим сведениям, он был убит своим приближённым, на самом деле руководимым из Тбилиси. Тело Гамсахурдиа было опознано, и его смерть была подтверждена 15 февраля 1994 года.
После смерти Гамсахурдиа звиадисты так и не создали своей партии, а присоединились к различным политическим организациям и общественным движениям, некоторые из них продолжили бороться с правительством Эдуарда Шеварднадзе.